# Frederick Browning
Sir Frederick Arthur Montague Browning (Kensington, 20 dicembre 1896 – Menabilly, 14 marzo 1965) è stato un generale e bobbista britannico.
Ufficiale britannico durante la prima e la seconda guerra mondiale, partecipò alla campagna in Nord Africa del 1942-1943 al comando della 1ª divisione aviotrasportata; venne poi chiamato a comandare il I Corpo d'armata aviotrasportato britannico, inquadrato nella Prima armata aviotrasportata Alleata; in origine era stato pensato di destinarlo al comando di quest'ultima ma considerazioni politiche spinsero a preferire il generale statunitense Lewis Brereton.
Il Corpo d'armata aviotrasportato venne impiegato durante l'Operazione Market-Garden durante la quale Browning venne dislocato in Olanda insieme al suo quartier generale nella zona della 82ª Divisione Aviotrasportata statunitense per coordinare le operazioni; di fatto non gli fu possibile se non per la zona di Nimega ed Eindhoven, per problemi alle comunicazioni radio, e quindi non poté impartire alcuna direttiva alle truppe impegnate ad Arnhem.
Partecipò ai II Giochi olimpici invernali di Sankt Moritz nella gara Bob a quattro classificandosi al 10º posto.
Fu sposato con la scrittrice Daphne du Maurier dal 1932 sino alla morte di lui.